# Premier Division 1988-1989 (Irlanda)
La stagione 1988-1989 è stata la sessantottesima edizione della League of Ireland, massimo livello del campionato di calcio irlandese.

## Squadre partecipanti

### Profili
| Club partecipanti | Club partecipanti | Città      | Stadio                 | Stagione 1987-1988                 |
| ----------------- | ----------------- | ---------- | ---------------------- | ---------------------------------- |
| Athlone Town      | dettagli          | Athlone    | St Mel's Park          | 1° in FAI First Division, promosso |
| Bohemians         | dettagli          | Dublino    | Dalymount Park         | 3° in League of Ireland            |
| Cobh Ramblers     | dettagli          | Cobh       | St Colman's Park       | 1° in FAI First Division, promosso |
| Cork City         | dettagli          | Cork       | Turners Cross          | 7° in League of Ireland            |
| Derry City        | dettagli          | Derry      | Brandywell Stadium     | 8° in League of Ireland            |
| Dundalk           | dettagli          | Dundalk    | Oriel Park             | Campione d'Irlanda                 |
| Galway Utd        | dettagli          | Galway     | Terryland Park         | 5° in League of Ireland            |
| Limerick City     | dettagli          | Limerick   | Jackman Park           | 9° in League of Ireland            |
| St Patrick's      | dettagli          | Dublino    | Richmond Park          | 2° in League of Ireland            |
| Shamrock Rovers   | dettagli          | Dublino    | Glenmalure Park        | 4° in League of Ireland            |
| Shelbourne        | dettagli          | Shelbourne | Harold's Cross Stadium | 10° in League of Ireland           |
| Waterford United  | dettagli          | Waterford  | Kilcohan Park          | 6° in League of Ireland            |

### Allenatori
| Club          | Allenatore        |
| ------------- | ----------------- |
| Athlone Town  | Denis Clarke      |
| Bohemians     | Billy Young       |
| Cobh Ramblers | Alfie Hale        |
| Cork City     | Noel O'Mahoney    |
| Derry City    | Jim McLaughlin    |
| Dundalk       | Turlough O'Connor |

| Club             | Allenatore                         |
| ---------------- | ---------------------------------- |
| Galway Utd       | John Herrick Seamus McDogan        |
| Limerick City    | Billy Hamilton                     |
| Shamrock Rovers  | Noel King                          |
| Shelbourne       | Pat Byrne                          |
| St Patrick's     | Brian Kerr                         |
| Waterford United | Peter Thomas Andy King Derek Casey |

## Classifica finale
|  | Pos. | Squadra          | Pt | G  | V  | N  | P  | GF | GS | DR  |
|  | ---- | ---------------- | -- | -- | -- | -- | -- | -- | -- | --- |
|  | 1.   | Derry City       | 53 | 33 | 24 | 5  | 4  | 70 | 21 | +49 |
|  | 2.   | Dundalk          | 51 | 33 | 20 | 11 | 2  | 55 | 27 | +28 |
|  | 3.   | Limerick City    | 45 | 33 | 18 | 9  | 5  | 57 | 37 | +20 |
|  | 4.   | St Patrick's     | 43 | 33 | 16 | 11 | 6  | 40 | 19 | +21 |
|  | 5.   | Bohemians        | 30 | 33 | 12 | 6  | 15 | 41 | 43 | -2  |
|  | 6.   | Athlone Town     | 29 | 33 | 11 | 7  | 15 | 30 | 33 | -3  |
|  | 7.   | Shamrock Rovers  | 29 | 33 | 8  | 13 | 12 | 34 | 42 | -8  |
|  | 8.   | Cork City        | 26 | 33 | 8  | 10 | 15 | 29 | 36 | -7  |
|  | 9.   | Shelbourne       | 26 | 33 | 8  | 10 | 15 | 26 | 40 | -14 |
|  | 10.  | Galway Utd       | 25 | 33 | 8  | 9  | 16 | 34 | 56 | -22 |
|  | 11.  | Cobh Ramblers    | 21 | 33 | 6  | 9  | 18 | 29 | 54 | -25 |
|  | 12.  | Waterford United | 18 | 33 | 6  | 6  | 21 | 21 | 58 | -37 |

Legenda:

         Campione d'Irlanda e qualificata in Coppa dei Campioni 1989-1990
         Qualificata in Coppa delle Coppe 1989-1990 come seconda classificata della FAI Cup
         Qualificate in Coppa UEFA 1989-1990
         Retrocesse in First Division 1989-1990
Note:
Due punti a vittoria, uno a pareggio, zero a sconfitta.

## Statistiche

### Primati stagionali
| Record - Maggior numero di vittorie: Derry City (24) - Minor numero di sconfitte: Dundalk (2) - Miglior attacco: Derry City (70) - Miglior difesa: Derry City (21) - Miglior media gol: Derry City (+49) - Maggior numero di pareggi: Shamrock Rovers (13) - Minor numero di vittorie: Cobh Ramblers e Waterford Utd (6) - Maggior numero di sconfitte: Waterford Utd (21) - Peggiore attacco: Waterford Utd (21) - Peggior difesa: Waterford Utd (58) - Peggior differenza reti: Waterford Utd (-37) |